# Ali Şaşal Vural
Ali Şaşal Vural (* 10. Juli 1990 in Izmir) ist ein türkischer Fußballtorhüter.

## Karriere

### Verein
Vural kam in Konak, einem zentralen Stadtteil der westtürkischen Großstadt Izmir, auf die Welt und begann hier 2003 in der Nachwuchsabteilung von Altay Izmir mit dem Vereinsfußball. 2009 erhielt er von diesem Verein einen Profivertrag und wurde Teil der 1. Mannschaft. In seiner ersten Saison absolvierte er ein Ligaspiel und steigerte seine Einsätze in der zweiten Saison auf zehn Spiele. Nachdem er in der Saison 2011/12 mit einem Ligaeinsatz einen Rückschlag erlitten hatte, übernahm er in der Saison 2012/13 als Stammtorhüter das Tor.
Zur Saison 2014/15 wechselte er schließlich zum Erstligisten Eskişehirspor. Nach dem Abstieg Eskişehirspors zum Sommer 2016 verließ Vural diesen Verein.
Am letzten Tag der Sommertransferperiode wurde er vom Zweitligisten Sivasspor verpflichtet.

### Nationalmannschaft
Nachdem er bei Eskişehirspor über längere Zeit zu überzeugen wusste, wurde Vural im Mai 2015 im Rahmen eines Qualifikationsspieles der EM 2016 und eines wenige Tage zuvor stattfindenden Testspiels vom Nationaltrainer Fatih Terim zum ersten Mal in seiner Karriere in das Aufgebot der türkischen Nationalmannschaft nominiert.

## Erfolge
Sivasspor
- Türkischer Pokalsieger: 2022